# Wojwodina
Wojwodina, Prowincja Autonomiczna Wojwodiny (Vojvodina, węg. Vajdaság) – autonomiczny okręg w północnej Serbii, zamieszkany przez 1,93 mln mieszkańców (2011), przede wszystkim Serbów (66% liczby ludności) i Węgrów (13%). Stolicą Wojwodiny jest Nowy Sad, inne większe miasta to Pančevo, Subotica, Zrenjanin, Sremska Mitrovica, Sombor, Kikinda i Vršac. Obejmuje serbskie części historycznych regionów Baczki, Banatu, Sremu i częściowo Mačvy.

## Geografia
Teren Wojwodiny stanowi część Wielkiej Niziny Węgierskiej, pozostałości po Morzu Panońskim. Pierwotnie równina była zalesionym stepem, a jedynym tego dowodem są dwa obszary, niegdysiejsze wyspy na Morzu Panońskim: Fruška gora i pustynia Deliblatska peščara. W przeciwieństwie do wyżynnych i górzystych obszarów Serbii Centralnej, w Wojwodinie teren jest płaski, z wyjątkiem dwóch pasm górskich: Fruška gora i Vršačke planine w jego naddunajskiej części. Głównymi rzekami są tu Dunaj, Cisa i Sawa; dzielą one Wojwodinę na cztery krainy: Bačkę (Baczka), Banat, Srem (Syrmia) oraz północny skrawek Mačvy.

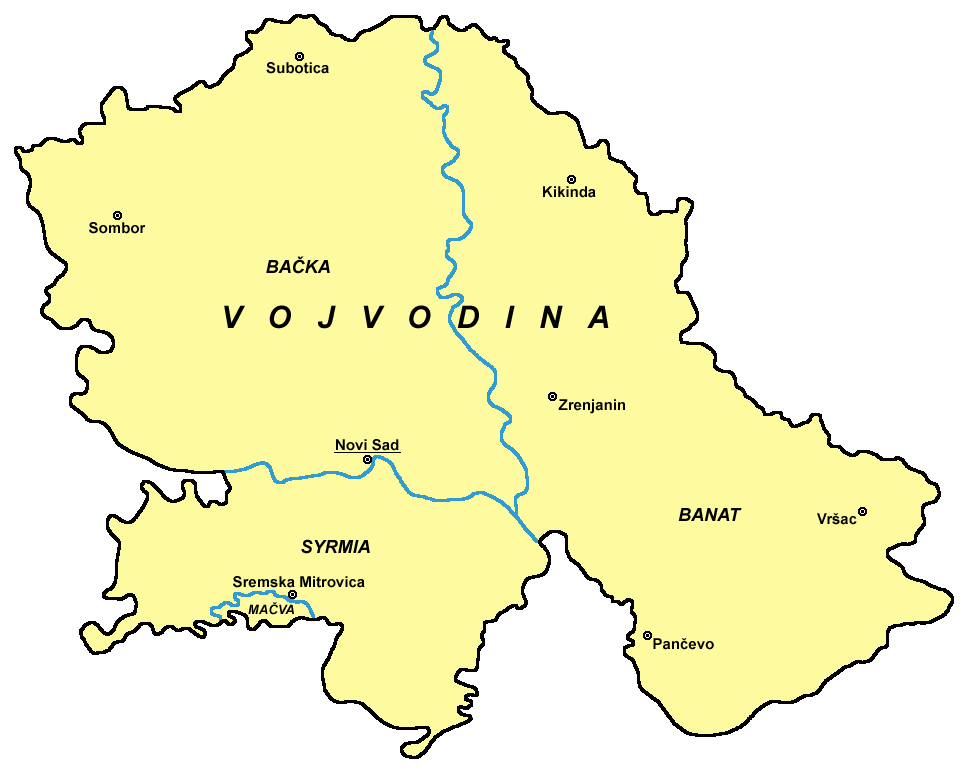
Granice administracyjne Autonomicznej Prowincji Wojwodiny

## Władze
Mimo ograniczenia autonomii Wojwodiny w 1990 roku, region ten formalnie nadal ma własnego prezydenta i premiera.

### Prezydenci Wojwodiny
- 1991 – Verona Adam Bokros
- 1991–1992 – Damnjan Radenković
- 1992–1993 – Svetislav Krstić
- 1993–1997 – Milutin Stojković
- 1997–2000 – Živorad Smiljanić
- 2000–2004 – Nenad Čanak
- 2004–2008 – Bojan Kostreš
- 2008–2012 – Sándor Egeresi
- 2012–2023  – István Pásztor
- od 2023 – Momo Čolaković

### Premierzy Wojwodiny
- 1991 – Radoman Bozovic
- 1991–1992 – Jovan Radiç
- 1992–1993 – Koviljko Lovre
- 1993–2000 – Bosko Perosevic
- 2000 – Damnjan Radenković
- 2000–2004 – Djordje Djukic
- 2004–2016 – Bojan Pajtić
- 2016–2024 – Igor Mirović
- od 2024 Maja Gojković

## Podział administracyjny
Wojwodina podzielona jest na 7 okręgów:
- okręg południowobacki
- okręg południowobanacki
- okręg północnobacki
- okręg północnobanacki
- okręg środkowobanacki
- okręg sremski
- okręg zachodniobacki

## Narodowości

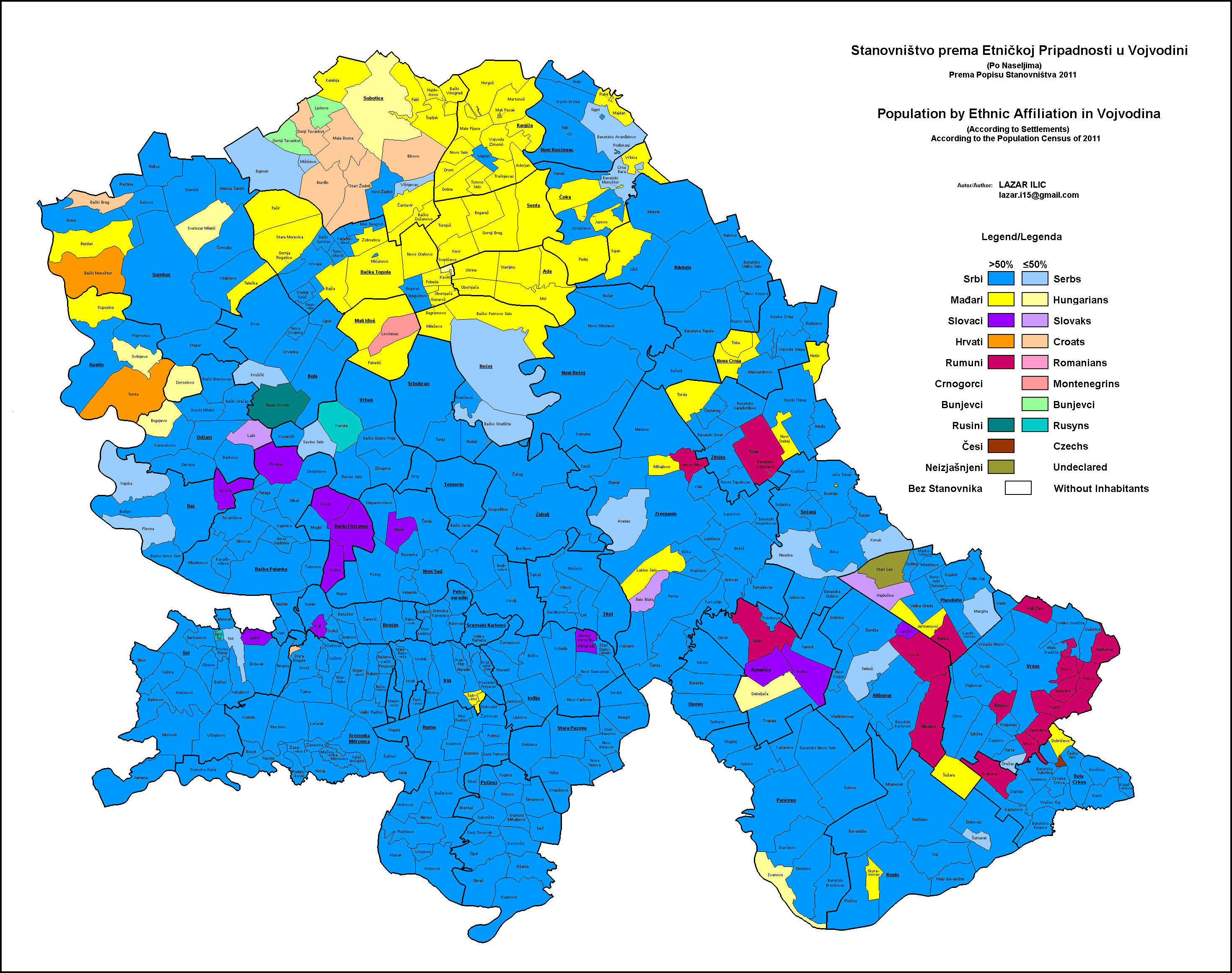
Mapa etniczna Wojwodiny według spisu z 2011 r.

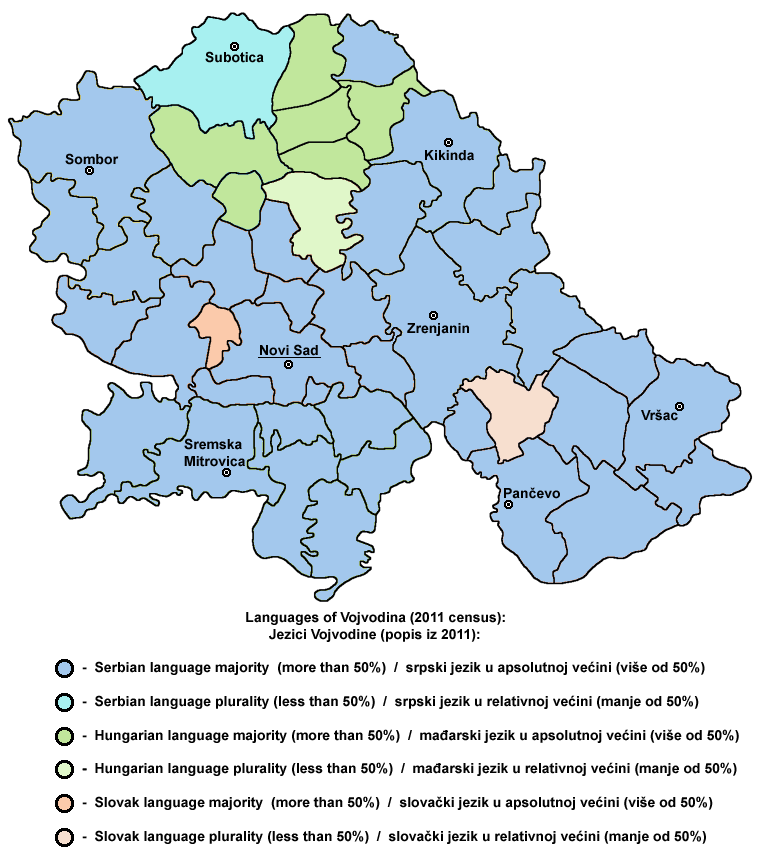
Mapa języków Wojwodiny według spisu z 2011 r.

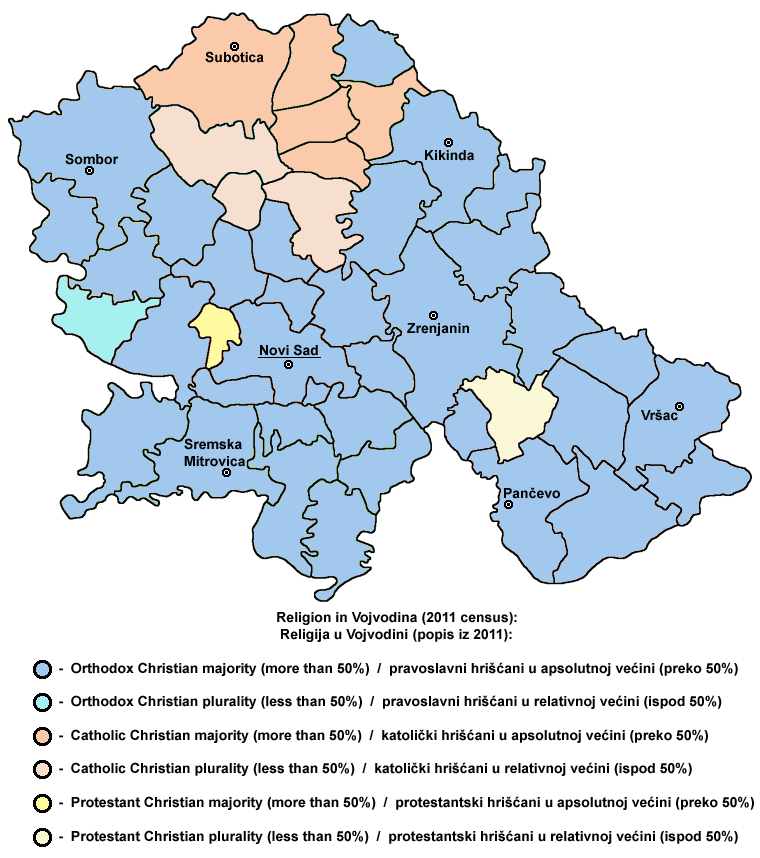
Mapa religii Wojwodiny według spisu z 2011 r.

Narodowości wg spisu ludności z 2011 roku:
1. Serbowie – 1 289 635 (66,76%)
2. Węgrzy – 251 136 (13%)
3. Słowacy – 50 321 (2,6%)
4. Chorwaci – 47 033 (2,43%)
5. Romowie – 42 391 (2,19%)
6. Rumuni – 25 410 (1,32%)
7. Czarnogórcy – 22 141 (1,15%)
8. Buniewcy – 16 469 (0,85%)
9. Rusini – 13 928 (0,72%)
10. Jugosłowianie – 12 176 (0,63%)
11. Macedończycy – 10 392 (0,54%)
12. Ukraińcy – 4202 (0,22%)
13. Muzułmanie z narodowości – 3360 (0,17%)
14. Niemcy – 3272 (0,17%)
15. Albańczycy – 2251 (0,12%)
16. Słoweńcy – 1815 (0,09%)
17. Bułgarzy – 1489 (0,08%)
18. Gorani – 1179 (0,06%)
19. Rosjanie – 1173 (0,06%)

Ogółem – 1 931 809 mieszkańców.

## Religia
Udział poszczególnych wyznań w populacji Wojwodiny (według Spisu Powszechnego w 2011 r.):
- prawosławie – 70,3%
- katolicyzm – 17,4%
- nieokreśleni – 6,5%
- protestantyzm – 3,3%
- ateizm – 1,3%
- islam – 0,7%

## Rolnictwo
Najważniejszy region rolniczy Serbii. Około 3/4 powierzchni zajmują grunty orne. Uprawa pszenicy, kukurydzy, buraków cukrowych, słonecznika, ziemniaków, tytoniu, konopi, chmielu, winorośli, warzyw, drzew owocowych. Hodowla bydła, trzody chlewnej, owiec i jedwabników. Rozwinięte pszczelarstwo.

## Przemysł
Wśród gałęzi przemysłu przetwórczego do najważniejszych należą: przemysł spożywczy, elektromaszynowy (m.in. maszyny rolnicze, środki transportu, kable), chemiczny (farmy), włókienniczy (dywany, firanki), skórzano-obuwnicze, drzewny. Niewielkie wydobycie ropy naftowej i gazu ziemnego.